# Seeschlacht vor Bornholm (1563)

Erinnerungsmedaille an Bagge und die Seeschlacht bei Bornholm 1563

Die (erste) Seeschlacht vor Bornholm am 30. Mai 1563 markierte den Beginn des siebenjährigen Nordischen Krieges (Dreikronenkrieg) zwischen Dänemark-Norwegen und Schweden. Eine überlegene schwedische Flotte unter Admiral Jakob Bagge vernichtete ein vor der Insel Bornholm liegendes dänisches Geschwader.
Ursprünglich hatte die schwedische Flotte in Rostock jene Verhandlungsdelegation abholen sollen, die im Auftrag des schwedischen Königs Erik XIV. um die Hand von Christine von Hessen geworben hatte. Die dänischen Kriegsschiffe vor Bornholm wiederum lagen als Wachtschiffe gegen schwedische Kaperfahrer bereit.
Ohne Kriegserklärung ließ Bagge die dänischen Wachtschiffe angreifen. Angeblich sollen die dänischen Schiffe zuerst gefeuert bzw. beim Ehrensalut irrtümlich eine einzelne Kanone auf Bagges vorbeiziehende Flotte abgeschossen haben. Im Feuer der schwedischen Übermacht wurden schließlich drei dänische Schiffe versenkt (oder stark beschädigt) und drei weitere erbeutet. Der dänische Admiral Jakob (Jacob) Brockenhuus (Joachim Brockenhusen) und der dänische Reichsmarschall Otto Krumpe (Otte Krumpen) gerieten dabei zusammen mit 600 Mann in schwedische Gefangenschaft. Während Bagge bei seiner Rückkehr in Schweden gefeiert und von König Erik ausgezeichnet wurde, versicherte sich der dänische König Friedrich II. der Rückendeckung Lübecks und Polen-Litauens und antwortete im Juni 1563 mit einer formalen Kriegserklärung an Schweden.
Im Laufe des Krieges sollte es 1565 vor (der seinerzeit an Lübeck verpfändeten Insel) Bornholm nochmals zu einer Seeschlacht kommen.